# 美 我 空 - ビ ガ ク 〜 my beautiful sky
『美 我 空 - ビ ガ ク 〜my beautiful sky』（びがく　マイビューティフルスカイ）は、2009年4月10日にリリースされた剛 紫としてのデビューアルバム。堂本剛のソロアルバムとしては、通算6枚目。

## 解説
- 自身の30歳の誕生日である2009年4月10日を考慮して発売されたアルバムであるため、通常、CD発売日として多い水曜日ではなく、誕生日である金曜日が発売日となっている。
- 前作『I AND 愛』同様、シングル作品が全く収録されていない。
- ジャケットの写真は、故郷奈良県の空を自らが撮影したもの（初回盤は「ハート型」に見える雲、通常盤は「日本列島」に見える雲）。初回盤のみ自らも写っている。なお、シングル『空 〜美しい我の空』も同時発売されるが、同曲は本アルバムには収録されていない。

## 収録曲

### 完全初回限定盤
1. 美 我 空
（作曲・編曲:剛 紫）
2. TALK TO MYSELF
（作詞・作曲・編曲:剛 紫）
3. 愛詩雨 
（作詞・作曲・編曲:剛 紫）
タイトルは「あいうたう」と読む
4. 素敵な詩 孤独な詩 
（作詞・作曲・編曲:剛 紫）
タイトルは「素敵なソング 孤独なソング」と読む
5. 雨の弓 ～Ameno-yumi ※初回限定版のみ収録
（作詞・作曲・編曲:剛 紫）
6. NIPPON
（作詞・作曲・編曲:剛 紫）
自身がMCをつとめる番組であるテレビ朝日系列「堂本剛の正直しんどい」の新テーマソングに使用されている。
7. 叶え Key
（作詞・作曲・編曲:剛 紫）
8. 綴る
（作詞・作曲・編曲:剛 紫）
本作のリードトラックである。ピアノでの弾き語りの曲。
9. 歴史
（作詞・作曲・編曲:剛 紫）
前曲と同じくピアノでの弾き語りの曲。
10. Raindrop Funky
（作詞・作曲・編曲:剛 紫）
ギター2本、ベース、ドラム、ボーカルだけのシンプルな構成で、一発録りである。
11. FUNKAFULL FUNKAFULL
（作詞・作曲・編曲::剛 紫）
テレキャスターが使われている。
12. Purple Stage
（作詞・作曲・編曲::剛 紫）

### 通常盤
1. 美 我 空
2. TALK TO MYSELF
3. 愛詩雨
4. 素敵な詩 孤独な詩
5. ku ※通常盤のみ収録
（作曲・編曲:剛 紫）
この曲で使用されている全ての楽器を剛 紫本人が演奏している。
6. NIPPON
7. 叶え Key
8. 綴る
9. 歴史
10. Raindrop Funky
11. FUNKAFULL FUNKAFULL
12. Purple Stage

※1曲目と通常版の5曲目はインストゥルメンタルであるため、作曲は剛紫だが作詞はない。

## 参加ミュージシャン
| 美 我 空 - 剛 紫 - Bass, Guitar - 上田健司 - Programming - 山岡広司 - Programming - 十川ともじ - Keyboards - 東儀秀樹 - 笙, 篳篥 - 岩田卓也 - 尺八 TALK TO MYSELF - 剛 紫 - Bass, Guitar - 十川ともじ - Programming, Acoustic Piano - ひぐちしょうこ - Drums - 美久月千晴 - Bass - 名越由貴夫 - Guitar 愛詩雨 - 剛 紫 - Guitar - 十川ともじ - Programming - ひぐちしょうこ - Drums - 美久月千晴 - Bass 素敵な詩 孤独な詩 - 十川ともじ - Programming, Acoustic Piano - ひぐちしょうこ - Drums - 美久月千晴 - Bass - 名越由貴夫 - Guitar - 本間将人 - Sax - Luis Valle - Trumpet - SASUKE - Trombone 雨の弓 〜Ameno-yumi〜 - 剛 紫 - Guitar - 十川ともじ - Programming, Acoustic Piano - 屋敷豪太 - Drums - KenKen - Bass - 曾田茂一 - Guitar ku - 剛 紫 - Drums, Bass, Guitar, Synthesizer NIPPON - 剛 紫 - Guitar - 十川ともじ - Programming - ひぐちしょうこ - Drums - KenKen - Bass - 名越由貴夫 - Guitar - 竹内朋康 - Guitar - スティーヴ エトウ - Percussion - 後藤勇一郎 - Violin, Viola | 叶え Key - 剛 紫 - Guitar - 上田健司 - Programming - ひぐちしょうこ - Drums - KenKen - Bass - 十川ともじ - Keyboards - スティーヴ エトウ - Percussion - YOKAN - Alto Sax - 佐藤公彦 - Tenor Sax - 阿部剛 - Baritone Sax 綴る - 剛 紫 - Acoustic Piano, Guitar 歴史 - 剛 紫 - Acoustic Piano Raindrop Funky - 剛 紫 - Guitar - 屋敷豪太 - Drums - 吉田建 - Bass - 土屋公平 - Guitar FUNKAFULL FUNKAFULL - 剛 紫 - Guitar - 十川ともじ - Programming - 屋敷豪太 - Drums - KenKen - Bass - 竹内朋康 - Guitar - さかいゆう - Electric Piano, Chorus - スティーヴ エトウ - Percussion - 本間将人 - Sax - Luis Valle - Trumpet - SASUKE - Trombone Purple Stage - 剛 紫 - Bass - 十川ともじ - Programming, Acoustic Piano - ひぐちしょうこ - Drums - 名越由貴夫 - Guitar - 竹内朋康 - Guitar - スティーヴ エトウ - Percussion - かわ島崇文 - Sax - Luis Valle - Trumpet - SASUKE - Trombone |